# Neuweltgeier
Die Neuweltgeier (Cathartidae) sind eine Familie der Greifvögel, die die auf dem Doppelkontinent Amerika lebenden Geier umfasst. Mit den Altweltgeiern, die alle zur ausgesprochen artenreichen Familie der Habichtartigen gehören, sind sie nur entfernt verwandt.
Zu den Neuweltgeiern gehören sieben Arten. Der bekannteste von ihnen ist der Andenkondor (Vultur gryphus), einer der größten flugfähigen Vögel der Erde und neben dem Wanderalbatros jener mit der größten Flügelspannweite. Weitere bekannte Arten sind der Kalifornienkondor, der Truthahngeier und der Rabengeier. Nicht im nordamerikanischen Gebiet leben Königsgeier, Wald-Gelbkopfgeier und Savannen-Gelbkopfgeier.

## Verbreitung und Lebensraum

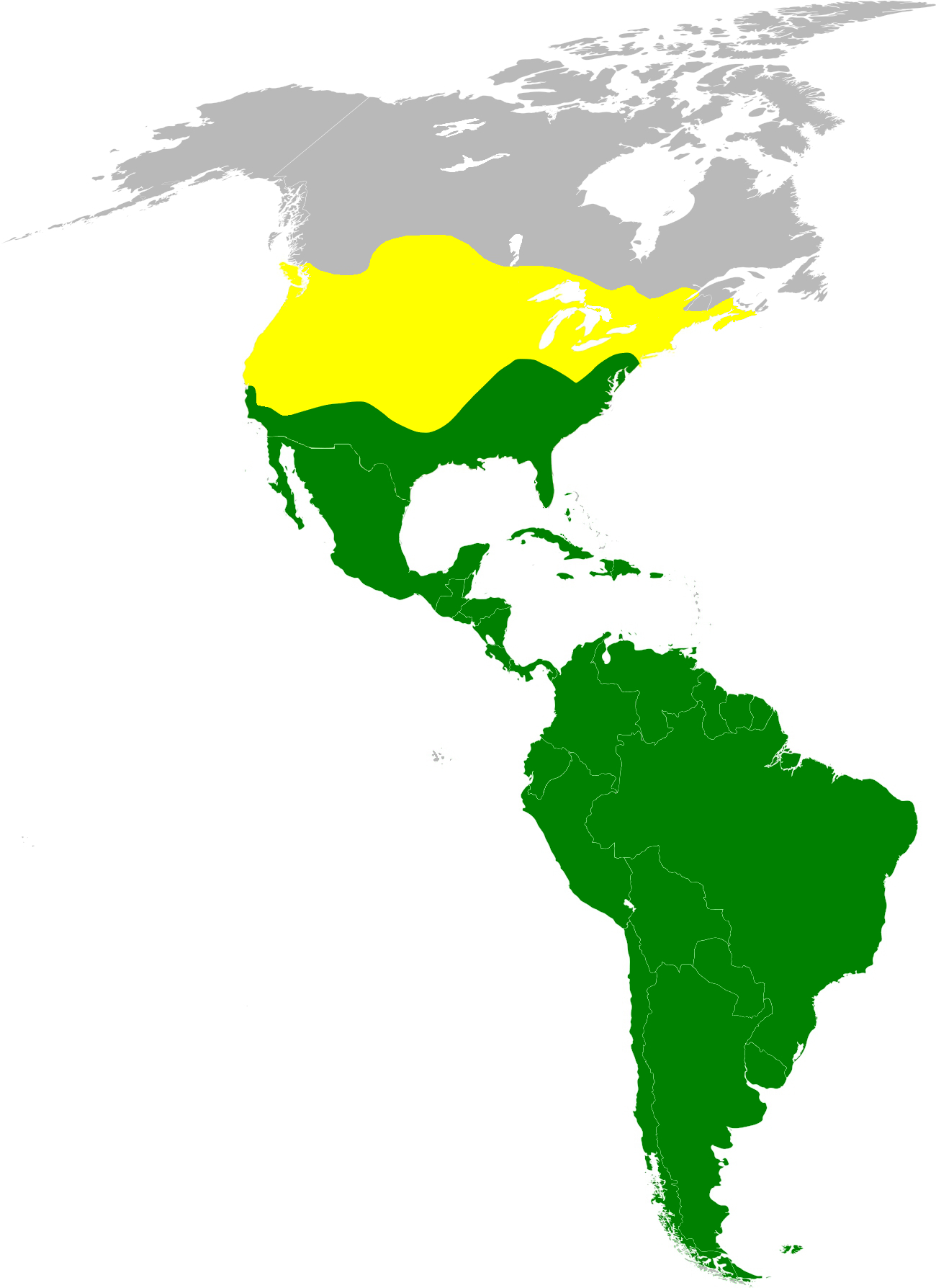
Das Verbreitungsgebiet des Truthahngeiers (gelb nur im Sommer) entspricht dem der ganzen Familie

Neuweltgeier kommen in ganz Süd- und Mittelamerika und in den  USA vor. Das größte Verbreitungsgebiet hat der Truthahngeier, der von Feuerland und den Falklandinseln bis etwa zur Südgrenze Kanadas lebt, im Winter allerdings die nördliche und mittlere USA nach Süden verlässt. Neuweltgeier leben in fast allen Habitaten ihres Verbreitungsgebietes. Im Unterschied zu den Altweltgeiern, die offene Landschaften bewohnen, kommen sie auch in Wäldern und geschlossenen Buschländern vor. Die anpassungsfähigste Art ist der Truthahngeier, der sowohl in Wäldern als auch in Wüsten lebt. Er hat seinen Lebensraum in den letzten Jahrzehnten weit nach Norden ausgedehnt, wobei er sich vor allem von toten Tieren ernährt, die Opfer des Straßenverkehrs wurden. Der Rabengeier, der ursprünglich ein Bewohner von Feuchtgebieten und Flussufern war, ist zum Kulturfolger und in vielen Städten Mittel- und Südamerikas heimisch geworden. Er sucht seine Nahrung im Müll, vor allem in den Abfällen der Fischmärkte.

## Merkmale
Neuweltgeier werden 64 Zentimeter bis 1,34 Meter lang, erreichen eine Flügelspannweite von 1,37 bis 3,20 Meter und ein Gewicht von 850 g bis 11 kg. Ihr Gefieder ist vor allem dunkel oder schwarz, bei adulten Königsgeiern überwiegt das weiß. Bei kleinen Arten gibt es keinen Geschlechtsdimorphismus, weder hinsichtlich der Größe noch der Gestalt. Beim Königsgeier und Kalifornienkondor werden die Männchen etwa 10 % größer als die Weibchen. Männliche Andenkondore werden 25 % größer, sie unterscheiden sich außerdem durch das schwarze Gefieder (das der Weibchen ist dunkelbraun), die weiße Halskrause und Schwungfedern, den fleischigen Kamm auf dem Scheitel und den eher rötlichen Kopf deutlich von den weiblichen Vögeln.

## Vergleich mit den Altweltgeiern

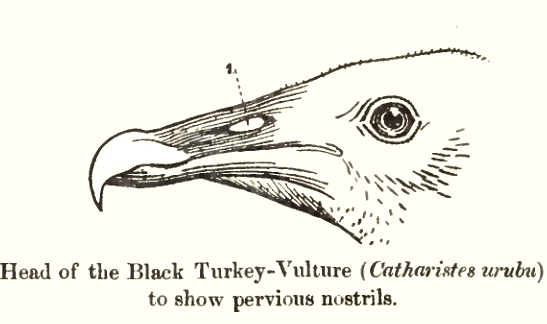
Neuweltgeier haben keine Nasenscheidewand

Die Neuweltgeier unterscheiden sich von den Altweltgeiern durch das Fehlen einer Nasenscheidewand und den gut entwickelten Geruchssinn. Die Nasenöffnung befindet sich in der Schnabelspitze. Altweltgeier nisten auf Bäumen oder Felsvorsprüngen, die Neuweltgeier bauen keine Nester.

## Ernährung

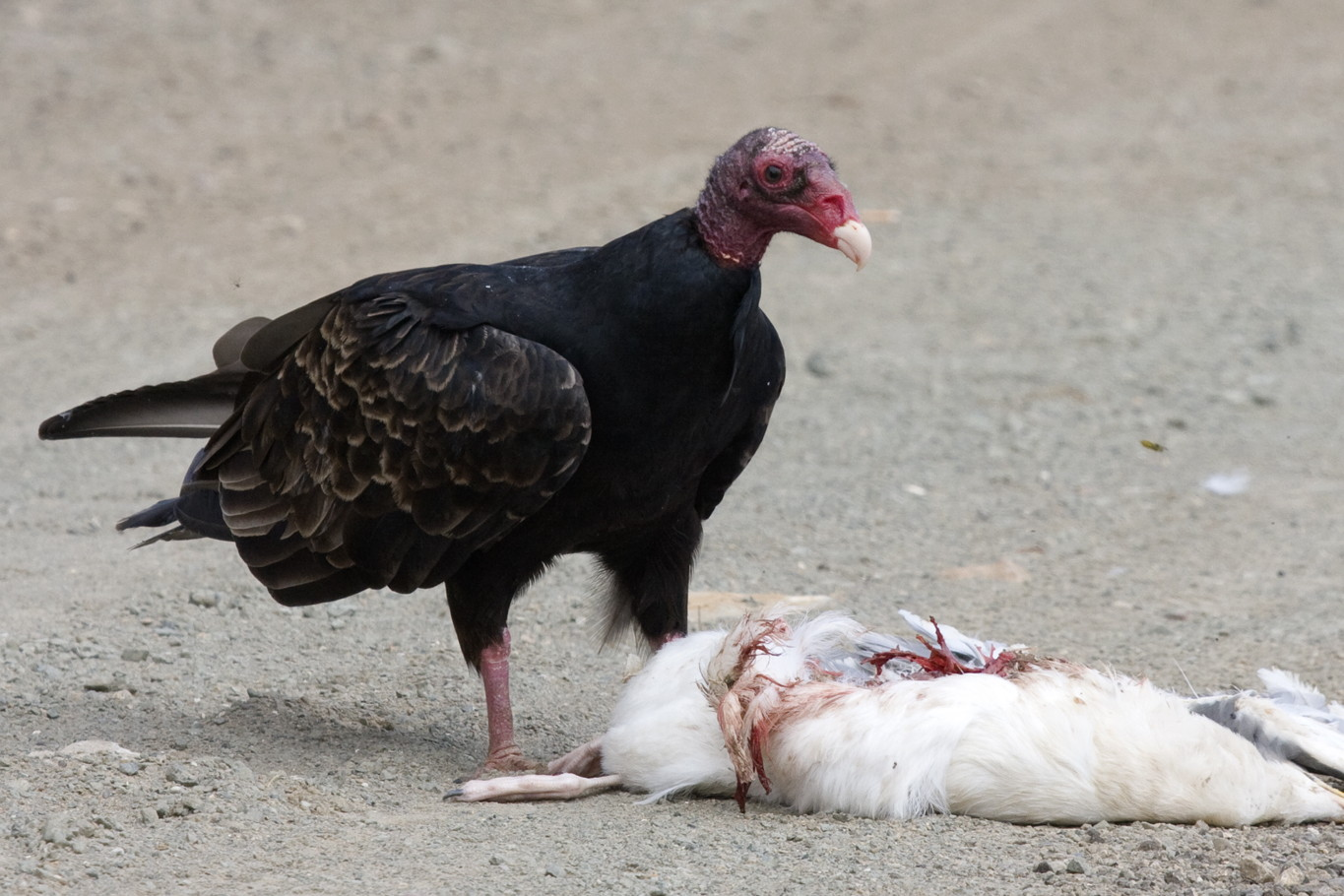
Truthahngeier an einer totgefahrenen Möwe.

Neuweltgeier sind vor allem Aasfresser. Truthahn- und Rabengeier töten allerdings auch wehrlose Beute, vor allem kleine oder sehr junge Tiere, wie Echsen oder Jungvögel im Nest. Rabengeier suchen Strände nach gerade geschlüpften Meeresschildkröten ab. Sie werden auch beschuldigt, neugeborene Lämmer und Kälber zu attackieren. Wahrscheinlicher ist aber, dass sie bei gebärendem Vieh nur auf die Nachgeburt warten. Beide Arten fressen auch Insekten, Beeren und andere Früchte und Dung größerer Säugetiere. Die drei Arten der Gattung Cathartes können mit ihrem guten Geruchssinn auch die Kadaver sehr kleiner Tiere aufspüren.
Wie bei den Altweltgeiern gibt es an größeren Kadavern eine feste Hierarchie zwischen den verschiedenen Arten. Nur die beiden Kondorarten sind in der Lage, bei größeren toten Säugetieren die Haut aufzureißen. In den Regenwäldern dominiert der Königsgeier, der noch mittelgroße Kadaver von Affen oder Faultieren öffnen kann. Rabengeier fressen vor allem Muskelfleisch und Eingeweide. Die drei Arten der Gattung Cathartes fressen wesentlich langsamer und nagen vor allem Fleischreste von den Knochen.

## Fortpflanzung

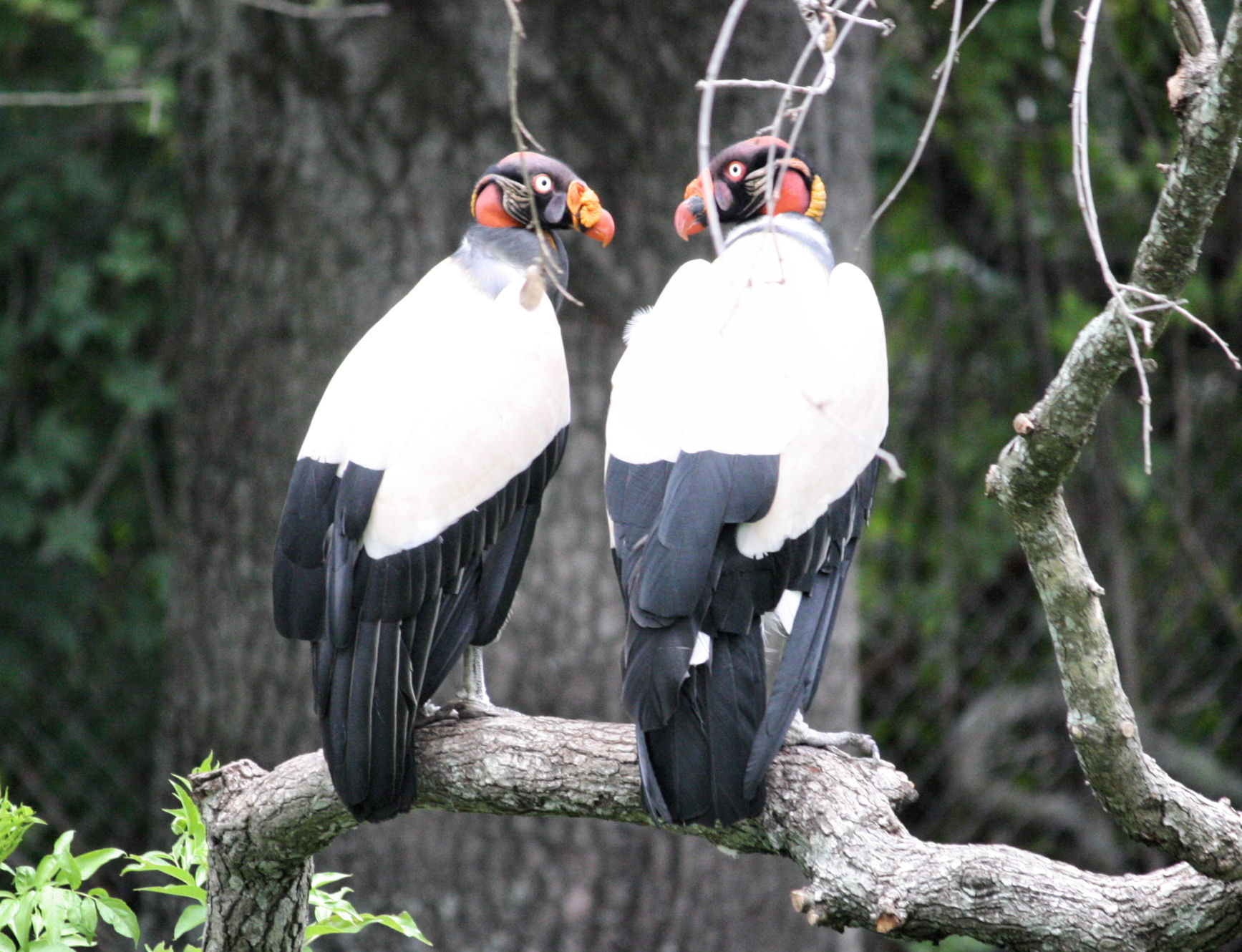
Zwei Königsgeier

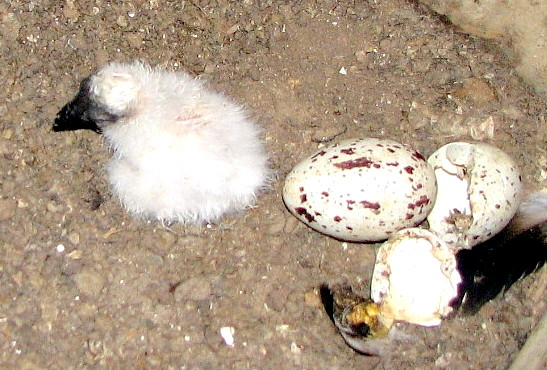
Gerade geschlüpfter Jungvogel und Ei des Truthahngeiers

Das Fortpflanzungsverhalten der meisten Neuweltgeier ist nur wenig bekannt. Keine Art nistet in Kolonien. Der Wald-Gelbkopfgeier ist noch nie nistend beobachtet worden, der Savannen-Gelbkopfgeier nur ein einziges Mal, der Königsgeier nur wenige Male. Die bei der Fortpflanzung schon beobachteten Arten bauen alle kein Nest, sondern legen ihre Eier auf Felsvorsprüngen, in großen Baumhöhlen und in Baumstümpfen direkt auf den Grund. Die beiden Kondore nisten an unzugänglichen Felsvorsprüngen in den Bergen, die Nester der kleineren Arten befinden sich in Örtlichkeiten, die auch für Beutegreifer eher zugänglich sind. Die Vögel verhalten sich sehr heimlich, wenn sie sich dem Nest nähern oder von ihm entfernen. Ein fauliger Aasgeruch, der den Nestern einiger Arten entströmt, könnte Räuber ebenfalls von einem Besuch abhalten. Ältere, aber noch nicht flugfähige Jungvögel entfernen sich oft von den Nestern. Die Nester werden von den Altvögeln nicht stark verteidigt, und durch Raubtiere geplünderte Nester sind der Hauptgrund für Misserfolge bei der Brut.
Die beiden Kondorarten legen lediglich ein einzelnes Ei, Raben- und Truthahngeier meist zwei. Die Eier sind weißlich, die des Truthahngeiers, der offenere Brutstätten benutzt, gefleckt. Bei den Arten, die bei der Brutpflege beobachtet wurden, wechseln sich die Paarpartner beim Brüten ab. Die Brutdauer reicht von 40 Tagen bei den kleineren Arten bis zu 55 Tagen bei den Kondoren. Die Jungen haben ein feines Daunenkleid, das bei den Kondoren, dem Königsgeier und dem Truthahngeier weiß ist, beim Rabengeier braun. Sie sind wahrscheinlich früh in der Lage, sich selber warm zu halten. Truthahngeier besuchen ihre Küken nur wenige Minuten am Tag zum Füttern. Das Futter wird im Kropf zu den Jungen gebracht und nicht mit den Fängen. Zunächst werden die Jungen von den Eltern mit dem Schnabel gefüttert, später wird das Futter auf den Grund gelegt und von den Jungvögeln selbständig aufgenommen. Junge Kondore werden erst mit einem Alter von drei Monaten flügge, bleiben danach aber noch monatelang bei den Eltern. Die Aufzucht eines einzelnen Jungen dauert bei den beiden Kondorarten über zwölf Monate. Eine Brut in einem Jahr bedingt damit eine Brutpause im folgenden.
Kleine Neuweltgeierarten werden wahrscheinlich mit drei Jahren geschlechtsreif. In Gefangenschaft gehaltene Kondore beginnen erst mit sechs Jahren mit Brutaktivitäten. Der Kalifornienkondor ist wahrscheinlich monogam, und auch vom Rabengeier wird vermutet, dass Paare lange zusammenbleiben.

## Stammesgeschichte
Neuweltgeier haben eine längere fossil nachgewiesene Stammesgeschichte als die meisten anderen Vogelfamilien und treten mit den beiden Gattungen Palaeogyps und Phasmagyps zum ersten Mal im frühen Oligozän vor 35 Millionen Jahren auf. Zunächst kamen Neuweltgeier auch in der Alten Welt vor, ebenso wie Altweltgeier in der Neuen Welt. Es gibt allerdings keine fossilen Überreste von Neuweltgeiern in Europa, Asien oder Afrika, die jünger sind als das frühe Miozän, vor etwa 20 Millionen Jahren. Altweltgeier überlebten in Amerika bis zum späten Pleistozän vor 10.000 Jahren. Aus dem Pliozän vor fünf Millionen Jahren kennt man einen gemeinsamen Vorfahren von Andenkondor und Königsgeier. Seit dem frühen Pleistozän vor zwei Millionen Jahren können der Rabengeier, der Truthahngeier und der Kalifornienkondor zusammen mit anderen, inzwischen ausgestorbenen Neuweltgeiern fossil nachgewiesen werden.
Vom oberen Oligozän bis zum Pleistozän gab es mit den Teratornithidae eine nahe verwandte Familie, zu denen unter anderen Teratornis und Argentavis als größte bis heute bekannte fliegende Vögel gehörten.

## Systematik
Die Neuweltgeier wurden zunächst den Greifvögeln im traditionellen Sinn (Falconiformes) zugeordnet. Aber schon Huxley bemerkte 1876, dass sie von allen anderen Greifvögeln verschieden waren. Seit mehr als hundert Jahren war bekannt, dass sie einige Merkmale mit den Störchen (Ciconiidae) teilen. Dazu zählen vor allem die Knochenstruktur, die Schädelanatomie und die Anordnung einiger Muskeln. Wie Störche verschaffen sie sich Kühlung, indem sie die Beine mit Ausscheidungen benetzen. Molekularbiologische Methoden eröffneten im späten 20. Jahrhundert schließlich neue Möglichkeiten, Verwandtschaftsverhältnisse zu erforschen. Nach ihrer auf DNA-Hybridisierung beruhenden neuen Vogelsystematik ordneten Charles Gald Sibley und Jon Edward Ahlquist die Neuweltgeier als Unterfamilie in die Familie der Störche ein. Die Sibley-Ahlquist-Taxonomie fand allerdings keine allgemeine Anerkennung, und die Neuweltgeier wurden als eigenständige Familie innerhalb der Schreitvögel (Ciconiiformes) geführt.
In den 1990er Jahren wurde die DNA-Hybridisierung durch die DNA-Sequenzierung abgelöst, die den direkten Vergleich von DNA des Zellkerns (ncDNA) oder der Mitochondrien (mtDNA) ermöglicht. Entsprechende Untersuchungen ergaben zunächst, dass die Neuweltgeier nicht näher mit den Schreitvögeln verwandt sind. Das South American Classification Committee (SACC) der American Ornithologists’ Union gliederte die Neuweltgeier deshalb aus den Schreitvögeln aus. Eine nachfolgende Analyse ergab, mit einem eher schwachen Bootstrap-Wert von 61 %, eine Stellung der Neuweltgeier als basalstes Taxon einer Klade, die alle traditionell als Greifvögel betrachteten Gruppen mit Ausnahme der Falkenartigen enthält. Das SACC stellte 2008 die Neuweltgeier aufgrund ihres zur damaligen Zeit unsicheren Schwestergruppenverhältnisses mit den anderen räuberischen Vögeln und ihres evolutionsbiologisch hohen Alters in eine eigene, monotypische Ordnung, die Cathartiformes.
Der International Ornithological Congress (IOC) fasste die Neuweltgeier, gemäß der jüngsten Ergebnisse, jedoch wieder mit den meisten traditionell als Greifvögel klassifizierten Gruppen zusammen, wobei die Falkenartigen (Falconidae) nicht mehr mit dazu gehören. Da das mit dem wissenschaftlichen Namen „Falconiformes“ belegte Taxon ihre Typusgattung Falco (Falken) einschließen muss, hat diese neu definierte Gruppe fleischfressender Vögel den Namen Accipitriformes erhalten.
Die verwandtschaftliche Position der Neuweltgeier zeigt folgendes Kladogramm:

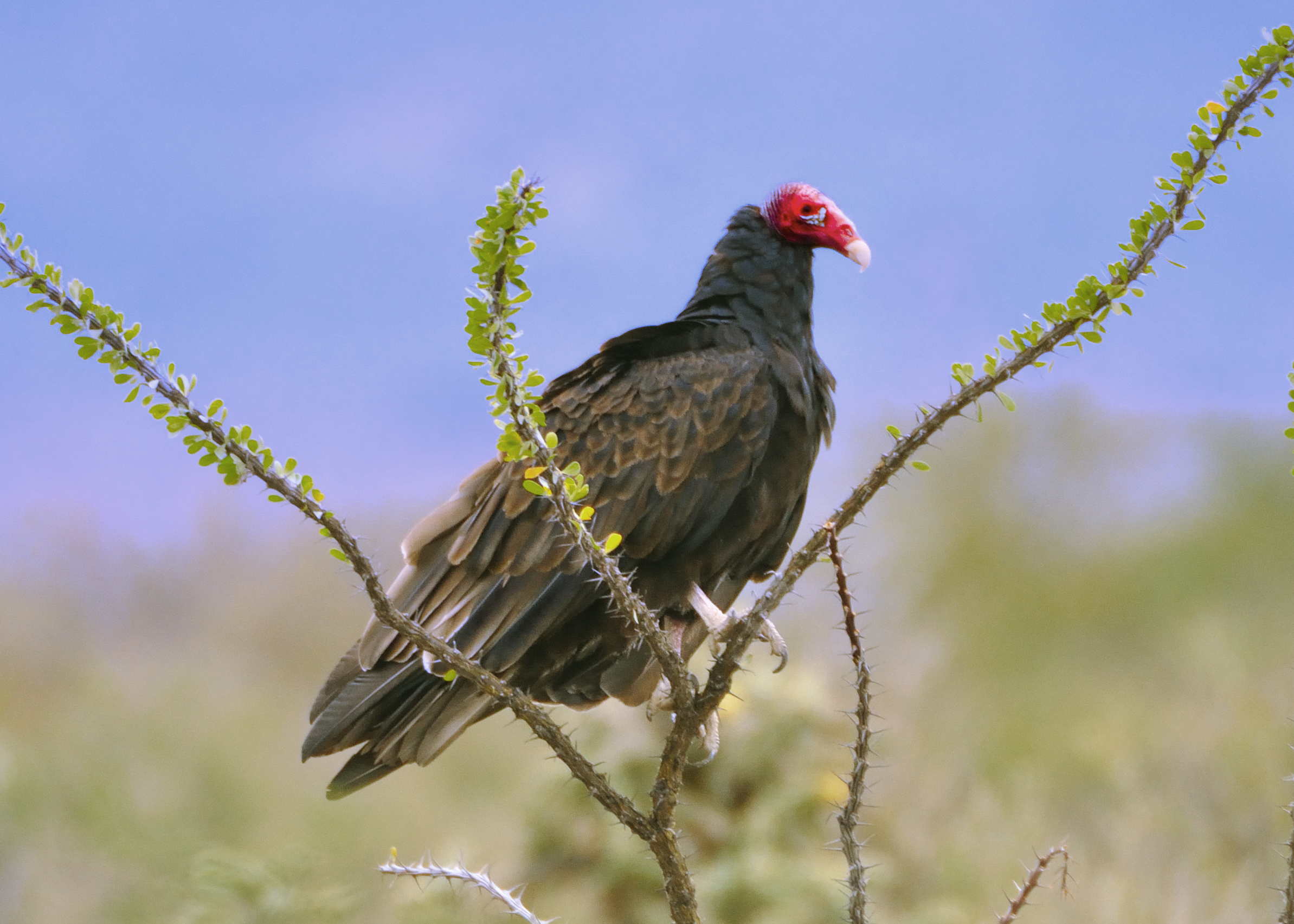
Truthahngeier (Cathartes aura)

|  | Sekretäre (Sagittariidae)                                                                 |
|  |                                                                                           |
|  | \| \| Fischadler (Pandionidae) \| \| \| \| \| \| Habichtartige (Accipitridae) \| \| \| \| |
|  |                                                                                           |
|  | Fischadler (Pandionidae)                                                                  |
|  |                                                                                           |
|  | Habichtartige (Accipitridae)                                                              |
|  |                                                                                           |

|  | Fischadler (Pandionidae)     |
|  |                              |
|  | Habichtartige (Accipitridae) |
|  |                              |

|  | Sekretäre (Sagittariidae)                                                                 |
|  |                                                                                           |
|  | \| \| Fischadler (Pandionidae) \| \| \| \| \| \| Habichtartige (Accipitridae) \| \| \| \| |
|  |                                                                                           |
|  | Fischadler (Pandionidae)                                                                  |
|  |                                                                                           |
|  | Habichtartige (Accipitridae)                                                              |
|  |                                                                                           |

|  | Fischadler (Pandionidae)     |
|  |                              |
|  | Habichtartige (Accipitridae) |
|  |                              |

## Gattungen und Arten

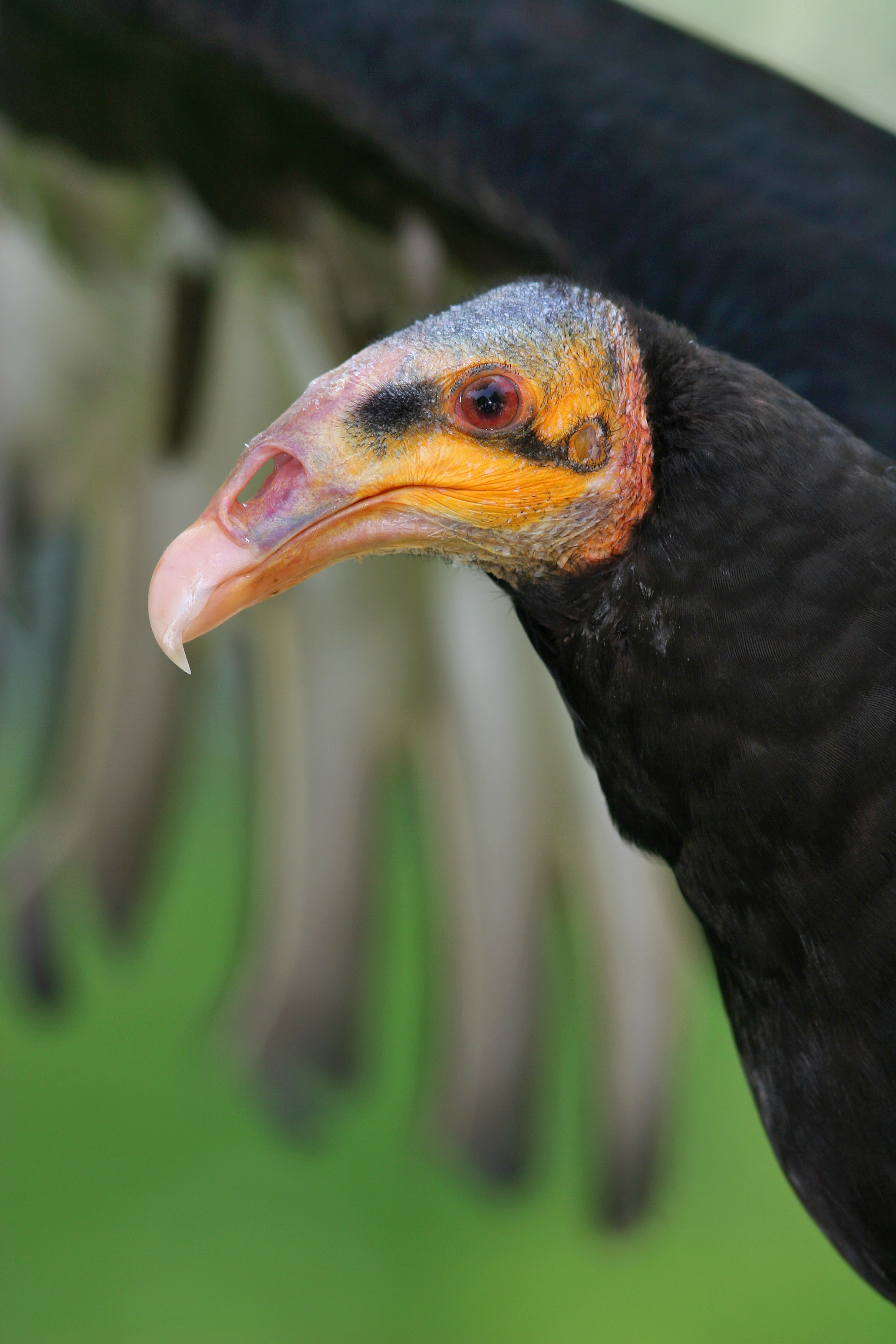
Savannen-Gelbkopfgeier (Cathartes burrovianus)

Es gibt sieben Arten in fünf Gattungen. Vier der Gattungen sind monotypisch.
- Cathartes
  - Truthahngeier (C. aura)
  - Savannen-Gelbkopfgeier (C. burrovianus)
  - Wald-Gelbkopfgeier (C. melambrotus)
- Coragyps
  - Rabengeier (C. atratus)
- Gymnogyps
  - Kalifornienkondor (G. californianus)
- Sarcoramphus
  - Königsgeier (S. papa)
- Vultur
  - Andenkondor (V. gryphus)

### Allgemein
- Josep del Hoyo, Andrew Elliott, Jordi Sargatal und David A. Christie (Hrsg.): Handbook of the Birds of the World. Band 2: New World Vultures to Guinea Fowl. Lynx Edicions, Barcelona 1994, ISBN 84-87334-15-6.